# A Night in Tuscany
A Night in Tuscany è il primo DVD pubblicato dal cantante Andrea Bocelli, relativo ad un concerto, tenuto nella sua Toscana, del 1997, nel quale vi è una miscela di romanze d'opera, musica pop e canzoni tradizionali italiane. Il concerto ebbe luogo in Piazza dei Cavalieri a Pisa. Bocelli cantò due duetti d'opera con il soprano Nuccia Focile, Miserere con la rock star Zucchero, suo scopritore e Time To Say Goodbye con il soprano Sarah Brightman.
Il concerto fu anche il primo PBS Special di Bocelli, destinato a promuovere l'album Romanza.